# In a Hand or a Face
Pistes de The Who by Numbers
How Many Friends
In a Hand or a Face est une chanson du groupe britannique The Who, parue à la dixième et dernière piste de l'album The Who By Numbers datant de 1975.

## Caractéristiques
In a Hand or a Face devait s'intituler à l'origine Round and Round. Le refrain de la chanson en garde la trace : I am going round and round, ...

La chanson est à l'image de The Who by Numbers, considéré comme l'album des Who où le guitariste Pete Townshend s'est le plus mis à nu. Ce dernier explique à ce sujet : 
« A Hand or a Face était cynique et tentait de mettre fin à ma dépendance grandissante au mysticisme et aux phénomènes psychiques. »
Le piano est joué par Nicky Hopkins.